# Johann Riegler
Johann Riegler (ur. 17 lipca 1929 w Wiedniu, zm. 31 sierpnia 2011) – austriacki piłkarz grający na pozycji pomocnika. W swojej karierze rozegrał 6 meczów w reprezentacji Austrii, w których strzelił 1 gola.

## Kariera klubowa
Swoją karierę piłkarską Riegler rozpoczął w klubie FC Wien. W sezonie 1945/1946 zadebiutował w jego barwach w austriackiej pierwszej lidze. W 1948 roku przeszedł do Rapidu Wiedeń, w którym grał do końca 1958 roku. Wraz z Rapidem pięciokrotnie wywalczył tytuł mistrza Austrii w sezonach 1950/1951, 1951/1952, 1953/1954, 1954/1956 i 1956/1957. W 1951 roku wygrał z Rapidem Puchar Mitropa.
Na początku 1959 roku Riegler przeszedł do Austrii Wiedeń. W sezonie 1959/1960 zdobył z nią Puchar Austrii, a w sezonie 1960/1961 wywalczył mistrzostwo kraju. W sezonie 1961/1962 grał we francuskim RC Lens, a w sezonie 1962/1963 w Austrii Klagenfurt, w której zakończył swoją karierę.
| Sezon   | Klub               | Kraj    | Rozgrywki  | Mecze | Bramki |
| ------- | ------------------ | ------- | ---------- | ----- | ------ |
| 1945/46 | FC Wien            | Austria | Bundesliga | 22    | 18     |
| 1946/47 | FC Wien            | Austria | Bundesliga | 17    | 5      |
| 1947/48 | FC Wien            | Austria | Bundesliga | 17    | 7      |
| 1948/49 | Rapid Wiedeń       | Austria | Bundesliga | 8     | 8      |
| 1949/50 | Rapid Wiedeń       | Austria | Bundesliga | 22    | 10     |
| 1950/51 | Rapid Wiedeń       | Austria | Bundesliga | 24    | 12     |
| 1951/52 | Rapid Wiedeń       | Austria | Bundesliga | 23    | 7      |
| 1952/53 | Rapid Wiedeń       | Austria | Bundesliga | 26    | 14     |
| 1953/54 | Rapid Wiedeń       | Austria | Bundesliga | 25    | 2      |
| 1954/55 | Rapid Wiedeń       | Austria | Bundesliga | 21    | 12     |
| 1955/56 | Rapid Wiedeń       | Austria | Bundesliga | 20    | 15     |
| 1956/57 | Rapid Wiedeń       | Austria | Bundesliga | 20    | 25     |
| 1957/58 | Rapid Wiedeń       | Austria | Bundesliga | 23    | 18     |
| 1958/59 | Rapid Wiedeń       | Austria | Bundesliga | 6     | 7      |
| 1958/59 | Austria Wiedeń     | Austria | Bundesliga | 13    | 3      |
| 1959/60 | Austria Wiedeń     | Austria | Bundesliga | 20    | 16     |
| 1960/61 | Austria Wiedeń     | Austria | Bundesliga | 21    | 11     |
| 1961/62 | RC Lens            | Francja | Division 1 | 31    | 5      |
| 1962/63 | Austria Klagenfurt | Austria | Bundesliga | 22    | 4      |

## Kariera reprezentacyjna
W reprezentacji Austrii Riegler zadebiutował 27 maja 1951 roku w wygranym 4:0 towarzyskim meczu ze Szkocją, rozegranym w Wiedniu. W 1954 roku był w kadrze na mistrzostwa świata w Szwajcarii, jednak nie rozegrał na nich żadnego meczu. Od 1951 do 1955 roku rozegrał w kadrze narodowej 6 meczów i strzelił 1 gola.
| Mecze i gole w reprezentacji | Mecze i gole w reprezentacji | Mecze i gole w reprezentacji | Mecze i gole w reprezentacji | Mecze i gole w reprezentacji | Mecze i gole w reprezentacji | Mecze i gole w reprezentacji |
| #                            | Data                         | Stadion                      | Rywal                        | Wynik                        | Gol                          | Rozgrywki                    |
| 1951                         | 1951                         | 1951                         | 1951                         | 1951                         | 1951                         | 1951                         |
| ---------------------------- | ---------------------------- | ---------------------------- | ---------------------------- | ---------------------------- | ---------------------------- | ---------------------------- |
| 1.                           | 27.05.1951                   | Wiedeń, Austria              | Szkocja                      | 4:0                          | 0                            | towarzyski                   |
| 2.                           | 17.06.1951                   | Kopenhaga, Dania             | Dania                        | 3:3                          | 1                            | towarzyski                   |
| 1952                         |                              |                              |                              |                              |                              |                              |
| 3.                           | 21.09.1952                   | Belgrad, Jugosławia          | Jugosławia                   | 2:4                          | 0                            | towarzyski                   |
| 1954                         |                              |                              |                              |                              |                              |                              |
| 4.                           | 31.10.1954                   | Solna, Szwecja               | Szwecja                      | 1:2                          | 0                            | towarzyski                   |
| 5.                           | 14.11.1954                   | Budapeszt, Węgry             | Węgry                        | 1:4                          | 0                            | towarzyski                   |
| 1955                         |                              |                              |                              |                              |                              |                              |
| 6.                           | 27.03.1955                   | Brno, Czechosłowacja         | Czechosłowacja               | 2:3                          | 0                            | Puchar Dr. Gerö 1955/57      |